# 절대주의론
절대주의론(絶對主義論)은 문학 감상 및 비평의 관점 중 하나로서, 구조론(構造論), 내재적 관점(內在的 觀點), 혹은 객관적 존재론(客觀的 存在論)이라 불리기도 한다. 
표현론, 효용론, 반영론이 작품과 작품의 외적 요인과의 관계를 중시하는데 비하여 절대주의론은 작품 자체에 주목하여 그 가치를 찾으려 한다. 즉 문학 작품을 작가·시대 상황·환경과는 독립된 세계로 보기 때문에 작품의 가치를 절대적으로 생각한다. 또한 작품은 완성 후부터 스스로의 원리에 의해 존재한다고 보기 때문에, 작품 내부에 그것을 이해하고 평가할 모든 요소가 갖추어져 있다고 주장한다.
주로 절대주의론은 언어의 표현방식과 내적 짜임새, 플롯(plot)등을 분석함으로써 작품의 아름다움을 찾아내는 데 주력하는 해석 방식이다.

## 같이 보기
- 반영론
- 효용론
- 표현론
- 외재적 관점